# Elfsteden Fiets 4-daagse
De 11 Steden Fiets 4-daagse was een evenement per fiets vanuit Sneek in Friesland. 
De tocht werd van 1997 tot 2010 iedere zomer georganiseerd. Het was een fietstocht met afstanden vanaf 65 tot 100 kilometer per dag die begint en eindigt in Sneek. Elke dag werd een andere route gereden waarbij in vier dagen alle Friese elf steden worden aangedaan.  Na voltooiing van de tocht ontving de deelnemer een elfstedenkruisje.
Vanaf 2013 wordt deze tocht door Friesland Beweegt georganiseerd.